# Naricual (paroisse civile)
Pour les articles homonymes, voir Naricual.
Naricual est l'une des six paroisses civiles de la municipalité de Simón Bolívar dans l'État d'Anzoátegui au Venezuela. Sa capitale est Naricual. Elle abrite une partie des quartiers sud de la capitale de l'État, Barcelona.

## Géographie

### Démographie
Hormis sa capitale Naricual, la paroisse civile possède plusieurs localités ou quartiers sud de Barcelona, capitale de l'État, dont :
- Angostura
- Aragüita
- Quartiers sud de Barcelona :
  - Barrio Mallorquín
  - La Crucita
  - Mallorquín 2
  - Mallorquín 3
- Carabobo
- Carinagua
- Curataquiche
- El Francés
- El Hatico
  - Sabana Blanca
- La Almita
- Las Minas
- Las Peñas
- Los Aguacates
- Los Linderos
- Naricual
- Querecual
- Sabana de Libertad
- San Antonio
- San Isidro
- San Rafael
- Tabera
- Tocoropo